# Israel Project
El Proyecto Israel (The Israel Project, TIP) era una organización no gubernamental (ONG) estadounidense. El Proyecto Israel afirmaba en su sitio web no depender directamente de ningún gobierno. The Israel Project tenía oficinas en los Estados Unidos y en Israel, y trabajaba para ayudar a proteger al Estado de Israel mejorando su imagen. Asimismo, The Israel Project fue el primer grupo judío sionista en recibir al Primer ministro de la Autoridad Nacional Palestina Salam Fayyad en los Estados Unidos.

## Historia
El Proyecto Israel fue fundado por los judíos sionistas Jennifer Laszlo Mizrahi, Margo Volftsun y Sheryl Schwartz en 2002. 
El objetivo inicial de la organización era cambiar la percepción de Israel en los Estados Unidos y la Unión Europea, trabajando al mismo tiempo en inglés, francés, alemán, español, ruso, árabe y chino, para alcanzar una audiencia global. 
En 2007, su junta de asesores incluía a 32 miembros demócratas y republicanos de la Cámara de Representantes y el Senado de los Estados Unidos, además de varios ex-embajadores del Estado de Israel. The Israel Project mantenía oficinas en Washington D. C. y Jerusalén. 
Mizrahi fue la presidenta de la organización hasta 2012. A finales de 2012, The Israel Project decidió abandonar su unidad de esfuerzos globales.
En julio de 2019, el periódico israelí Haaretz informó que The Israel Project dejaría de existir debido a una crisis de financiación, al cabo de un mes, se cerraron sus oficinas tanto en Jerusalén como en Washington D. C.

## Actividades

### Actividad en la prensa y medios de comunicación
The Israel Project elaboraba y publicaba sondeos de opinión con grupos de personas en los Estados Unidos, y asesoraba a expertos y líderes políticos sobre las formas más efectivas de presentar sus puntos de vista ante la opinión pública estadounidense.
The Israel Project también proporcionaba información a periodistas, ofreciendo material, recursos, fotografías y vídeos, organizando ruedas de prensa y entrevistas a expertos y figuras políticas como el judío Shimon Peres.
The Israel Project contaba miles de historias alrededor del Mundo, como parte de sus esfuerzos para influir en los medios de comunicación de masas y ofrecer un punto de vista pro-israelí.
The Israel Project compraba espacios publicitarios para emitir propaganda pro-israelí en canales de televisión tales como: CNN, MSNBC, Fox News y otros canales de televisión por cable.

### Paseos en helicóptero
The Israel Project en Jerusalén ofrecía vuelos para los periodistas y dirigentes extranjeros que visitaban Israel. Los miembros de los medios de comunicación y los líderes extranjeros, tenían la oportunidad de presenciar de primera mano las dificultades estratégicas que enfrenta Israel como resultado de su pequeño tamaño. El recorrido de dos horas y media, era dirigido por unos guías que ofrecían un análisis de la historia de Israel y sus desafíos en materia de seguridad, periodistas de más de 300 medios de comunicación realizaban recorridos en helicóptero y tomaban fotografías de Israel desde el aire.

### Becas en medios de comunicación
El Proyecto Israel animaba a estudiantes y graduados a participar en los medios de comunicación. El Proyecto Israel ofrecía la oportunidad a estudiantes universitarios y de posgrado de participar en un programa de pasantía en los medios, los becarios recibían una capacitación intensiva y trabajaban con periodistas y profesionales de la comunicación para obtener la experiencia necesaria, en el programa, los becarios participaban en todos los aspectos del Proyecto Israel, desde escribir artículos para su posterior publicación hasta realizar entrevistas y organizar eventos de prensa.

### Apoyo a las sanciones contra Irán
En 2007, una persona participante en una encuesta encargada por The Israel Project, informó que le habían pedido llevar a cabo una tarea inusual, realizar un estudio de mercado que podía usarse para promover y llevar a cabo acciones militares contra Irán, y vender esa idea a la opinión pública estadounidense. 
Una pregunta de la encuesta era: "¿Cómo se sentiría usted si George W. Bush, Hillary Rodham Clinton o Israel bombardearan Irán?". 
La fundadora de TIP, Mizrahi, dijo que su organización había encargado la encuesta y había compartido información con el grupo ultraconservador Freedom's Watch.
Mizrahi afirmó que la encuesta fue diseñada para ayudar a promover la idea de imponer sanciones contra Irán. The Israel Project expresó repetidamente su apoyo a las sanciones, y a que estas fueran aprobadas por el Consejo de Seguridad de las Naciones Unidas.

### Diccionario Global del Lenguaje 2009
El Proyecto Israel encargó un estudio a Frank Luntz, quien realizó varias encuestas a un grupo focal para determinar el mejor lenguaje a utilizar para promover los asentamientos israelíes ante el público estadounidense. 
El estudio estaba marcado como "no apto para la distribución ni la publicación" y el mismo se acabó filtrando a la revista online Newsweek. 
El estudio recomienda ser positivo y tratar la cuestión en el marco del proceso de paz y no centrar la atención en el tema de los asentamientos. 
El documento también enumera los argumentos que no funcionan en un debate, en particular señala que los argumentos religiosos no lograron influir a los oyentes. 
El estudio afirma que la opinión pública es mayormente hostil a los asentamientos, por ello, según el estudio, se debe hablar positivamente de Israel e impulsar el proceso de paz con los palestinos.

### Críticas por parte de J-Street
Las críticas de la organización J-Street a The Israel Project, incluyen describir a TIP como un grupo de derecha política a favor de los asentamientos israelíes. J-Street está a favor de una solución basada en dos estados, y argumenta que la alianza de TIP con varias figuras políticas alejadas de la corriente principal de la política estadounidense, sólo sirve para socavar la imagen y la posición de Israel. La organización J-Street, envió un correo electrónico a TIP, para pedir a esta organización que deje de apoyar los asentamientos.